# Benzylpenicilline
Benzylpenicilline of ook penicilline G genoemd is een smalspectrum-penicilline voor parenterale toediening aangezien het in de zure omgeving van de maag instabiel is. Vanwege de parenterale toediening kunnen hogere weefselconcentraties en daarmee effectiever werking bereikt worden dan met fenoxymethylpenicilline.
Benzylpenicilline werkt bactericide op zich delende bacteriën door remming van de synthese van stoffen die bij de bacterie in de celwand voorkomen. Het remt het enzym dat de transpeptidatie reactie katalyseert, omdat ze dezelfde structuur hebben, welke de synthese van een complete, volle cross-linked peptidoglycaan blokkeert en leidt tot osmotische lysis (De wand van de bacterie wordt doorlatend voor water waardoor er te veel van naar binnen komt en de bacterie barst). Benzylpenicilline activeert celwandlysisenzymen. Het middel is gevoelig voor penicillinase en β-lactamase.
Benzylpenicilline is werkzaam tegen zowel grampositieve kokken (streptokokken, pneumokokken) als sommige gramnegatieve stafylokokken (meningokokken en de meeste gonokokken). Vermeldenswaard zijn in dit verband  Staphylococcus aureus, Bacillus anthracis, Clostridium perfingens, Clostridium tetani, Haemophilus influenzae, Treponema pallidum, Neisseria meningitidis en Neisseria gonorrhea. Bij Staphylococcus aureus en Bacillus anthracis is vaak sprake van resistentie.
Specifieke indicaties voor toepassing van benzylpenicilline zijn (Rossi, 2004):
- Bacteriële endocarditis
- Meningitis
- Longontsteking
- Syfilis
- Sepsis bij kinderen

De stof is opgenomen in de lijst van essentiële geneesmiddelen van de WHO